# Piz Platta
Piz Platta (3 392 m n. m.) je nejvyšší hora pohoří Platta. Nachází se mezi obcemi Avers a Mulegns na území kantonu Graubünden v jihozápadní části Švýcarska. Jako první vystoupili na vrchol 7. listopadu 1866 Arnold Baltzer, B. E. de Bernonville und Gadient a Stephan Hartmann. Horu je možné zdolat od jihozápadu z obce Avers.